# Arthur Blake (acteur)
Pour les articles homonymes, voir Blake et Arthur Blake (homonymie).
Arthur Blake (né le 24 février 1914 à Altoona, Pennsylvanie, et mort le 24 mars 1985 , à Fort Lauderdale, Floride) est un acteur américain.

## Filmographie
- 1936 : The Lion Man de John P. McCarthy
- 1936 : Le Pacte (Lloyd's of London), de Henry King
- 1936 : Le Petit Lord Fauntleroy (Little Lord Fauntleroy), de John Cromwell : Invité de fête
- 1937 : La Femme X (Madame X) : Ferguson
- 1937 : Âmes à la mer (Souls at Sea), d'Henry Hathaway : Premier Ministre
- 1942 : Sherlock Holmes et la voix de la terreur, ou La Voix de la terreur (Sherlock Holmes and the Voice of Terror) : Crosbie
- 1943 : The Purple V de George Sherman : Général britannique
- 1944 : Le Grand National (National Velvet), de Clarence Brown
- 1944 : Espions sur la Tamise ou Le Ministère de la peur (Ministry of Fear), de Fritz Lang : Un homme
- 1944 : Hantise (Gaslight), de George Cukor : Majordome
- 1945 : Le Sérum de longue vie (en) (The Man in Half Moon Street) de Ralph Murphy : Un homme
- 1947 : Les Conquérants d'un nouveau monde (Unconquered), de Cecil B. DeMille : Aristocrate
- 1947 : L'Étoile des étoiles (Down to Earth), d'Alexander Hall : Nathaniel Somerset
- 1949 : La Brigade des stupéfiants (Port of New York), de László Benedek : Dolly Carney
- 1950 : Cyrano de Bergerac, de Michael Gordon : Montfleury
- 1952 : La Belle du harem (Harem Girl) : Abdul Nassib
- 1952 : Courrier diplomatique ou Mission è Trieste (Diplomatic Courier) d'Henry Hathaway : Max Ralli